# ¡Jettatore!
¡Jettatore! es una obra teatral escrita por el dramaturgo argentino Gregorio de Laferrère (1867 - 1913), que fue estrenada el 30 de mayo de 1904 por la compañía Podestá. A lo largo de los años fue representada por diversos elencos en numerosas oportunidades, tanto en teatro como en televisión, y en 1938 se realizó una película del mismo nombre basada en la obra y dirigida por Luis Bayón Herrera.
Desde su juventud Laferrère cultivó las letras en el género de la novela; pero como no lo hacía públicamente, la aparición de su primera obra fue una sorpresa en el ambiente de la aristocracia porteña al que pertenecía. Se trataba de ¡Jettatore! una comedia que, según el mismo autor, la escribió por humorada y sin imaginarse que alguna vez sería representada. Un día, también por broma, se la leyó a un amigo quien le instó a enviarla al teatro de la Comedia donde actuaba la compañía de Gerónimo Podestá, lo que hizo sin revelar que era el autor. La obra fue rechazada por "irrepresentable" y entonces un amigo la hizo llegar al crítico teatral Joaquín de Vedia, quien luego de leerla y, sin revelar la identidad del autor, le pidió a Enrique García Velloso que la leyera comentándole que era una pieza muy graciosa y que “corrigiendo algunos defectos de técnica y suprimiendo algunas escenas que  "si se repiten harían reír”. La obra entusiasmó también a García Velloso, pero le encontró fallas técnicas como por ejemplo que estaba mal armada, dividida en 9 cuadros que requerían varios cambios de decorado. Fue recién entonces que De Vedia le informó quien era el autor y Laferrère tras recibir las observaciones, suprimió escenas, ajustó parlamentos y logró la unidad desarrollando la trama en tres actos en un solo decorado y esta vez fue aceptada y estrenada por la compañía Podestá.

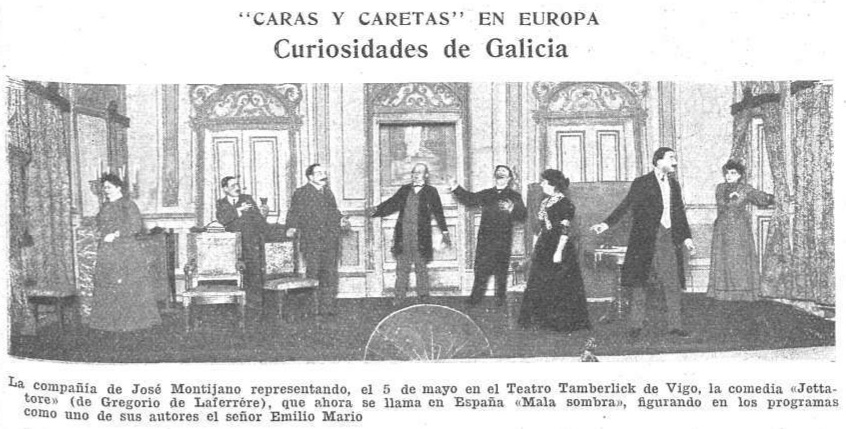
Representación de ¡Jettatore! en el Teatro Tamberlick de Vigo.

La función de estreno fue un acontecimiento social que tuvo en un palco al presidente de la Nación, general Julio Argentino Roca y además contó con un público que no era asiduo concurrente a las funciones de compañías nacionales.
¡Jettatore! fue caracterizado por el crítico e investigador Luis Ordaz como un vodevil con tema ingenuo pero desarrollado con mano diestra y desbordante de humor satírico aunque sin caer nunca en lo burdamente caricaturesco. Es la caricatura de la superstición que atribuye a ciertos individuos una funesta influencia magnética ("jettare" en italiano -- "jeter" en francés -- significa lanzar y en el contexto: "lanzar rayos o efluvios nefastos", de allí viene la palabra lunfarda yeta -es decir: mala suerte-); superstición muy difundida entonces en Buenos Aires, especialmente en los clubes. El autor había leído un cuento análogo de Théophile Gautier, que es citado en la segunda escena de la obra por un protagonista, pero "Laferrère ha tomado casi todos los elementos pintorescos de la realidad de nuestro ambiente. Don Lucas, protagonista inocente de cien tragedias, es el personaje central, ligado a la obra por una tenue fábula de amor, y rodeado por numerosas personas de su amistad, en quienes se realizan episodios casuales o fatales que crean en torno de Don Lucas una atmósfera de hilaridad o de horror".